# 15-й танковый корпус (СССР)
15-й танковый корпус — оперативно-тактическое соединение (объединение) в составе ВС СССР. Период боевых действий: с 22 августа 1942 года по 27 июля 1943 года. Участвовал в контрударе против немецких войск в районе южнее Козельска (авг. 1942), в Острогожско-Россошанской, Харьковских наступательных и оборонительных операциях в 1943 году в Орловской наступательной операции, освобождении Левобережной и Правобережной Украины, Львовско-Сандомирской, Сандомирско-Силезской, Нижнесилезской, Берлинской и Пражской наступательных операциях

## История
Корпус был реорганизован в мае 1942 года в Московском бронетанковом центре. 9 мая 1942 года Генерал-майор Василий Копцов принял командование формированием, в которое вошли 96-я и 113-я танковые бригады, 105-я тяжёлая танковая бригада, 17-я мотострелковая бригада и 5-й разведывательный батальон.25 мая корпус был передан 3-й танковой армии, и по состоянию на 2 июня в него входили 150 танков, в том числе 30-КВ танков, 60 танков Т-34 и 60 лёгких танков Т-60.Корпус сосредоточен в Тульской области вместе с остальной армией, проводя интенсивные учения. После того как в конце июня силы Оси начали летнее наступление План «Блау» на юге России, Ставка посчитал возможным нападение группы армий «Центр» на Орловскую ось и приказал армии сосредоточиться в районе Ефремова. 6 июля армии было приказано сосредоточиться на западе в районе Черна, продвигаясь ближе к фронту. Переселение было завершено к 9 июля, и 15-й танковый корпус был размещён в районе Агничного совхоза, Дупни, Большого Кона, Гремячево, Ясного Луга и Короткого, где он занимался боевой подготовкой и создал оборонительную линию в боеготовности. дать отпор немецкой атаке. В конце того же месяца 96-я бригада была переведена на Брянский фронт, а с 10 по 12 августа её сменила 195-я танковая бригада.

### Наступление на Козельск
В начале августа 2-я танковая армия вермахта начала ограниченное наступление на Сухиничи в попытке устранить советский выступ. Первоначально атака была успешной, но вскоре застряла перед лицом решительного советского сопротивления. Чтобы устранить проникновение и окружить ведущие силы 2-й танковой армии, Козельское наступление было начато 3-й танковой армией на восточном фланге выступа. 14 августа был отдан приказ о перемещении в район Козельска для подготовки к нападению; армия начала двигаться следующей ночью, танки перевозились по железной дороге. Наступление должно было начаться 19 августа, но было отложено до 22 августа, после того как дожди превратили дороги в грязь, задержав прибытие моторизованной пехоты и транспортных средств с утра 16 августа до позднего 17 августа. Железнодорожные логистические трудности привели к тому, что передача персонала и оборудования была завершена только 21 августа, а груз — только к концу 24 августа. Подготовка советских войск к атаке была обнаружена германской разведкой, а немецкие войска в районе были усилены и начали готовить сильные оборонительные линии. В начале наступления корпус был в полной силе, с 24 КВ танками, 87 танками Т-34 и 48 лёгкими танками Т-60 и 21 Т-70, всего 180 танков.
Для атаки Копцов был назначен командующим группой, состоящей из 15-го танкового корпуса и 154-й стрелковой дивизии, усиленной подразделениями поддержки. Непосредственной целью группы было продвижение в направлении Мешалкино, Мизина, Марьино и Белого Верха, затем пересечь реку Витебет и установить плацдарм на её западном берегу. Впоследствии он должен был окружить и уничтожить немецкие войска в районе Тростяпки, Перестряжа и Белого Верха, действуя совместно с 16-й и 61-й армиями. В первый день атаки 154-я и 264-я стрелковые дивизии были направлены в атаку первыми, но не смогли прорваться. 12-й танковый корпус был предан бою, но подвергся тяжёлой воздушной атаке Германии и был остановлен. В 12:00 поступило сообщение о том, что 3-й танковый корпус захватил Сметские Выселки и продвинулся на запад. Учитывая, что основное наступление было остановлено немецким сопротивлением, командующий Западным фронтом Георгий Жуков отдал приказ перебросить 15-й танковый корпус в этот сектор. Корпус должен был продвигаться к Слободке и Белому Верху, но сообщение о захвате Сметских Выселками оказалось ложным, и авангард 15-го понёс большие потери, приближаясь к деревне. 105-я тяжёлая танковая бригада и 17-я мотострелковая бригада захватили Сметские Выселки из 192-го пехотного полка 56-й пехоты вермахта в ожесточённых боях к 17:00, но корпус не смог совершить прорыв, из-за чего затруднился пересечь болотистую местность, заблудившись двигаясь по лесным тропам и врезаясь в минные поля.
Задержки в продвижении заставили броню отставать от пехоты, и танковые колонны подверглись тяжёлой воздушной атаке Германии, прежде чем приступить к бою 23 августа. В течение следующих двух дней, корпус медленно продвигался вместе с другими подразделениями, преодолевая упорное сопротивление немцев, окончательно расчистили леса к востоку от реки Вытебеть от немецких войск 25 августа. Корпус не смог пересечь реку из-за твердой немецкой обороны на другой стороне. На следующий день, чтобы положить конец немецкому сопротивлению на левом фланге, где атаки 12-го танкового корпуса и 154-й стрелковой дивизии были безуспешными, корпусу было приказано отойти с фронта в районе Жуково и сосредоточиться в лесу в 3 километрах к западу от Мизина. Тогда было необходимо захватить Сорокино совместно с 12-м танковым корпусом и 154-й стрелковой дивизией. Проехав 15 километров до своих новых стартовых позиций, корпус атаковал на рассвете 26 августа, но снова оказался в тупике в лесной местности.
В тот же день 12-й танковый корпус и 264-я стрелковая дивизия оказались под сильным давлением контратак немецких танков. 27 августа командующий армией Прокофий Романенко, опасаясь прорыва с юга, приказал 15-му корпусу сосредоточиться в лесах к северу от Новогрина, готовясь к контратаке в случае прорыва Германии. В том случае, если к концу дня советские линии уже пройдены, а 15-го в этом секторе не было необходимости. Той ночью он был перемещён из района Мизина в район Пакома, где вместе с 12-й гвардейской стрелковой дивизией 61-й армии он должен был сломить сопротивление немцев под Леоново, а затем развить прорыв в направлении Уколицы в тыл немецких войск, обороняющих против 154-й и 264-й стрелковых дивизий и 12-го корпуса у Богдановского и Госково. Днём 28 августа корпус атаковал после 30-минутной артиллерийской бомбардировки и авиаударов, но был немедленно остановлен противотанковым рвом, защищённым минными полями и артиллерией. Ночью сапёрам и моторизованной пехоте удалось проложить проходы через ров, но на следующее утро когда наступление возобновилось, 15-й корпус продвинулся всего на 200—300 метров (660—980 футов), прежде чем он был остановлен вторым рвом. 15-й корпус пытался прорваться в течение дня, но не смог пересечь канаву.
В ночь с 29 на 30 августа корпус был выведен из строя и сосредоточен в лесу в километре к югу от Мешалкино, чтобы нанести удар по Сорокино совместно с 154-й стрелковой дивизией и 12-м танковым корпусом. Атака была отменена из-за больших потерь, понесённых как 12-м танковым корпусом, так и 154-й стрелковой дивизией в предыдущих боях, а 15-тому также потребовалось время для реорганизации. В течение дня 195-я танковая бригада корпуса провела единственную боевую операцию — успешную операцию по освобождению двух окружённых батальонов 156-й стрелковой дивизии 61-й армии. Пока основные силы 3-й танковой армии вели боевые действия в Сорокино, 3-й танковый корпус добился определённых успехов, перешёл реку Витебет и начал боевые действия, чтобы захватить Волосово. В результате 15-й корпус и 154-й были переброшены в район Кумово на правом фланге, а 15-му было поручено использовать прорыв для захвата Перестража.
Повторная атака началась 2 сентября, но была задержана германскими воздушными атаками. Между тем, полк из 264-й стрелковой дивизии оказался не в состоянии пересечь реку Вытебет и захватить деревню Ожигово, что было необходимо 15-му корпусу для использования прорыва. Это вынудило Копцова ввести в бой 17-ю мотострелковую бригаду и 113-й и 195-й мотострелковые батальоны. Мотострелковые части переправились через реку Вытебет после короткого артиллерийского обстрела и к концу дня захватили Ожигово. Танковые батальоны 195-й бригады перебрались через реку Витебет и напали на Перестяж на следующий день, но не смогли захватить деревню потому что сначала были остановлены оврагом прикрытым немецкой артиллерией, а затем были контратакованы на левом фланге 40 немецкими танками. Хотя они отбили контратаку и уничтожили 13 танков, наступление 195-го было остановлено. 4 сентября, после того как 3-й танковый корпус был выведен из строя в связи с потерями и основные силы 264-го прибыли для захвата Ожигово, 15-я 17-я и 113-я бригады были переброшены в район Волосово, получив приказ наступать на Тростянку рядом с 342-й стрелковой дивизией. С 5 по 9 сентября корпус пытался продвигаться вперед, но неоднократно был отбит, что приводило к жертвам и нехватке топлива и боеприпасов. Козельское наступление закончилось 9 сентября объединёнными советскими танковыми частями из всех трёх армий, оставшись только с 200 танками из 700, которые они первоначально выставили.

### Интерлюдия
Корпус был переведён в леса к западу от Калуги, начиная с 20 сентября 1942 года, после того как 3-я танковая армия стала частью резерва Верховного главнокомандующего. Примерно в это же время 17-я мотострелковая бригада была переведена в другое подразделение, а 105-я бригада стала частью 5-й танковой армии. Через несколько дней после прибытия в Калужскую область генерал-майор Павел Рыбалко заменил Романенко, который стал командующим 5-й танковой армией. 15-й отдыхал и проводил обучение, переоборудовавшись с припасами и оборудованием в течение следующих нескольких месяцев, и был переведён в Плавскую область 22 октября, оставаясь там до 26 декабря. 88-я танковая бригада присоединилась к корпусу в конце ноября, а 52-я мотострелковая бригада присоединилась к середине декабря, и корпус снова набрал силу. 22 декабря корпус и армия начали перемещение в районы Калача, а затем в районы Кантемировки, входящие в состав Воронежского фронта, для участия в наступающем наступлении Острогожск-Россошь, которое было направлено на разгром войск Оси на Верхнем Дону. С 29 декабря по 13 января 1943 года корпус был разгружен на железнодорожной станции Калач. Перемещение всей армии было завершено только 15 января из-за нехватки поездов и железнодорожных заторов.

## Полное название
15-й танковый корпус

## Состав
- Управление корпуса
- 96-я танковая бригада
- 113-я танковая бригада
- 105-я танковая бригада тяжёлых танков
- 17-я мотострелковая бригады
- 5-й разведывательный батальон
- 71 и 96 подвижные ремонтные базы.

Состав корпуса на май 1943:
- Управление корпуса
- 88-я танковая бригада
- 113-я танковая бригада
- 195-я танковая бригада
- 52-я мотострелковая бригада
- 1418-й самоходно-артиллерийский полк
- 1503-й истребительно-противотанковый артиллерийский полк
- 467-й миномётный полк
- 1704-й зенитно-артиллерийский полк
- 253-й истребительно-противотанковый артиллерийский дивизион
- 5-й бронетранспортерный батальон
- 89-й мотоциклетный батальон
- Корпусные части:
- 439-й отдельный батальон связи, с 14.07.1943
- 135-я отдельный сапёрный батальон, с 14.07.1943
- 104-я отдельная рота химзащиты, с 14.07.1943
- 15-я отдельная автотранспортная рота подвоза ГСМ
- 96-я подвижная танкоремонтная база
- 71-я подвижная авторемонтная база
- авиазвено связи, с 14.07.1943
- 26-й полевой автохлебозавод, с 14.07.1943
- 2121-я военно-полевая станция
- 190-й медсанвзвод

## Подчинение[11]
| Дата            | Фронт (округ)            | Армия                          |
| --------------- | ------------------------ | ------------------------------ |
| 01.06.1942 года | Резерв Ставки ГВК        | 3-я танковая армия             |
| 01.09.1942 года | Западный фронт           | 3-я танковая армия             |
| 01.10.1942 года | Резерв Ставки ГВК        | 3-я танковая армия             |
| 01.01.1943 года | Воронежский фронт        | 3-я танковая армия             |
| 01.03.1943 года | Юго-Западный фронт       | 3-я танковая армия             |
| 01.04.1943 года | Резерв Ставки ГВК        |                                |
| 01.05.1943 года | Московский военный округ |                                |
| 01.06.1943 года | Резерв Ставки ГВК        | 3-я гвардейская танковая армия |

## Командование корпуса

### Командиры корпуса
- 21.05.1942 по 03.03.1943 Копцов, Василий Алексеевич, генерал-майор т/в (умер от ран 03.03.1943 — ОБД)
- 06.03.1943 по 10.06.1943 Лозовский, Александр Борисович, подполковник
- 11.06.1943 по 27.07.1943 Рудкин, Филипп Никитович, генерал-майор т/в

### Начальники штаба корпуса
- с 21.05.1942 Лозовский, Александр Борисович, подполковник, полковник

### Заместитель командира корпуса по политической части (до 09.10.1942 — военный комиссар)
- 22.05.1942 — 03.09.1942 Литвяк, Михаил Моисеевич, полковой комиссар
- 03.09.1942 — 12.11.1942 Латышев, Пётр Матвеевич, бригадный комиссар
- 12.11.1942 — 26.03.1943 Литвяк, Михаил Моисеевич, полковой комиссар, с 20.12.1942 полковник
- 18.03.1943 — 13.05.1943 Болдырев, Валериан Абрамович, подполковник
- 13.05.1943 — 27.07.1943 Новиков, Андрей Владимирович, полковник

### Заместитель командира корпуса по технической части
- Ветров, Александр Александрович, инженер-полковник

## Герои Советского Союза
- Кришталь, Арсентий Елисеевич, старшина, механик-водитель танка 88 танковой бригады.
- Ломакин, Василий Андреевич, полковник, командир 195 танковой бригады. Звание присвоено посмертно.
- Окороков, Матвей Петрович, лейтенант, командир взвода 209 танкового батальона 88 танковой бригады. Погиб в бою 5 марта 1945 года.
- Чигин, Леонид Сергеевич, полковник, командир 113 танковой бригады. Звание присвоено посмертно.